# An Khánh, An Huy
An Khánh (chữ Hán giản thể: 安庆市, bính âm: Ānqìng Shì, Hán Việt: An Khánh thị) là một địa cấp thị của tỉnh An Huy, Cộng hòa Nhân dân Trung Hoa. An Khánh có diện tích 13.300 km², dân số 4.332.300 (2004) người. Về mặt hành chính, địa cấp thị An Khánh được chia thành các đơn vị hành chính gồm 3 quận, 1 thành phố cấp phó địa, 1 thành phố cấp huyện và 5 huyện.
- Quận:  Nghênh Giang (迎江区), Đại Quan (大观区), Nghi Tú (宜秀区)
- Thành phố cấp phó địa:  Đồng Thành (桐城市)
- Thành phố cấp huyện: Tiềm Sơn (潜山市)
- Huyện:  Túc Tùng (宿松县), Thái Hồ (太湖县), Hoài Ninh (怀宁县), Nhạc Tây (岳西县), Vọng Giang (望江县)

30°33′1″B 117°3′44″Đ / 30,55028°B 117,06222°Đ